# Gebiidea
Gebiidea (лат.) — инфраотряд десятиногих раков (Decapoda). Gebiidea и Axiidea — дивергентные инфраотряды бывшего инфраотряда Thalassinidea. Эти инфраотряды экологически и морфологически сходны, будучи роющими формами. На основе молекулярных данных по состоянию на 2009 год сейчас широко распространено мнение, что эти два инфраотряда представляют собой две отдельные линии, отдельные друг от друга. Поскольку это недавнее изменение, большая часть литературы и исследований, посвященных этим инфраотрядам, по-прежнему называет Axiidea и Gebiidea в сочетании как «Thalassinidea» для ясности и удобства. Это разделение, основанное на молекулярных данных, согласуется с классификацией, предложенной Робертом Герни в 1938 году на основе стадий развития личинок.

## Семейства
На апрель 2024 инфраотряд включает три семейства, согласно World Register of Marine Species:
- Laomediidae Borradaile, 1903
- Thalassinidae Latreille, 1831
- Upogebiidae Borradaile, 1903